# コードギアス (漫画)
コードギアス (漫画)では『コードギアス』シリーズのメディアミックス展開である漫画化作品について記述する。
個別記事がある作品については当該記事を参照。ほとんどの作品は角川書店（現・KADOKAWA）より刊行、『コードブラック 速弾きのルルーシュ』のみ講談社より刊行。
一部の作品では主人公がそれぞれ異なるアニメ版のパラレルワールドとなっており、主要キャラはそのままだが世界観や細かい設定が違っている。ナイトメアフレーム（KMF）に関する扱いは作品ごとに変わり、アニメには存在しない組織や、アニメとは役割が異なる組織もある。その他の組織は、基本的にアニメ版と同じである。詳しくはアニメ版を参照。

## コードギアス 反逆のルルーシュ（漫画版）
- 『月刊Asuka』で連載（連載期間：2006年10月号 - 2010年3月号）。
- ストーリー原案：大河内一楼、谷口悟朗 / 作画：マジコ!
- 単行本（あすかコミックスDX）全8巻
  1. 2006年12月26日発売、ISBN 978-4-04-854065-0
  2. 2007年6月26日発売、ISBN 978-4-04-854098-8
  3. 2008年1月26日発売、ISBN 978-4-04-854121-3
  4. 2008年3月26日発売、ISBN 978-4-04-854158-9
  5. 2008年8月26日発売、ISBN 978-4-04-854209-8
  6. 2009年4月25日発売、ISBN 978-4-04-854312-5
  7. 2009年9月26日発売、ISBN 978-4-04-854374-3
  8. 2010年3月26日発売、ISBN 978-4-04-854442-9

### Asuka版の概要
基本はアニメ版（R2も含む）を漫画化したものでストーリー展開や主人公もアニメ版と同じだが、一部の設定が異なっている。
その中でもアニメ版との最大の違いは、ナイトメアフレームが存在しないこと。白兵戦とルルーシュのギアス能力がメインとなる。だが陸戦艇や戦闘機、アニメにも登場する戦車など、KMF以外の機動兵器は登場する。
アッシュフォード学園がイレヴンとブリタニア人の共学制度であるという設定が強調されており、アッシュフォード学園内のストーリーに比重が置かれている傾向がある。
ナイトメアフレームが存在しないことを除けば基本はアニメ版と変わらないが、本作品では主人公、ルルーシュらが通う「アッシュフォード学園」に関するキャラの細かい設定に差異がある。

#### Asuka版のアニメ版との主な相違点
- スザクが最初からアッシュフォード学園に在籍している。
- KMFが登場しない。
- スザクが特派（特別派遣嚮導技術部）に配属されるのが、ホテルジャック事件後。
- ロイドが軍に籍を置きながら、教師でもある。
- ユーフェミアが数日だけアッシュフォード学園に転入し、そこでスザクと出会ったりルルーシュと再会したりする。
- カレンが扇のレジスタンスに所属しておらず、学園の過激派のリーダーとして登場。ゼロに救われ、彼と共に行動する。
- コーネリアやディートハルトなど、一部キャラが登場しない。
- コーネリアが登場しないため、ユーフェミアが総督となっている。
- ブリタニア人の学生で構成されている「学生自治軍」が登場し、カレン率いるイレヴン学生過激派と小競り合いを繰り広げている。
- 扇や玉城などのレジスタンスの面々は中盤から登場し、ゼロと合流。ちなみに本作品でも、扇とカレンは面識がある。ブラックリベリオン後はブリタニアから逃亡し潜伏し、ゼロの協力無く自力で蓬莱島へと日本人たちを連れて亡命する。
- ナリタ戦がない。
- カレンが実母に反抗していた過程は描かれておらず、カレンがリフレインで廃人になった実母を見舞うシーンはある。
- 日本解放戦線の片瀬らを囮にする作戦の際、ゼロが彼らにギアスをかけてサクラダイトのタンカーを自爆させる。
- ゼロを捕らえようとしてシャーリーに銃撃される役回りは、ヴィレッタではなくジェレミアとなっている。従って記憶喪失となって扇に匿われることも、それをネタにルルーシュから脅迫され黒の騎士団への協力を強要されることもない。
- C.C.がピザを頼んでいるところは「ピザハット」ではなく、「ピザモット（pizza motto）」という架空の宅配屋である。
- マオはシャーリーやルルーシュと接触する前に、ブリタニア軍の死体置き場まで情報収集にやって来る。そこでスザクに呼び止められ、マオはスザクから逃れるために彼のトラウマを暴いて無力化させる。また、シャーリーがゼロの素顔がルルーシュだと知る前に彼女と接触するなど、細かい改変がある。
- タバタッチをルルーシュが着ている。
- ニーナは生徒会メンバーの一人という以上に目立った役割はなく、ユーフェミアに出会い思いを募らせたりフレイヤ開発に関わることもない。
- ルルーシュがスザクに捕まるのが神根島ではなく、政庁。
- ルルーシュがシャルルに消された記憶が、「ギアスとC.C.」に関するものだけになっている。そのため、ルルーシュはナナリーやゼロなど、自分の素姓を知ったままロロたち機密情報局に監視されている。
- バベルタワーの事件がなく、C.C.は混乱の中で秘密裏にルルーシュと接触し、記憶を呼び覚ましている。
- マリアンヌの精神がアーニャではなく、ヴィレッタに潜んでいた。
- ジノとアーニャはゼロレクイエム後に、ミレイやリヴァルと同様にブリタニア系日本人となり、アッシュフォード学院生徒会入りする。

### Asuka版の機動兵器
VTOL
8話の日本解放戦線のタンカーを追う作戦において、スザクが搭乗。高性能暗視スコープを搭載しており、日本解放戦線のタンカー内に乗船していたゼロの姿を捕捉したが、サクラダイトの爆発で中破。

### Asuka版に登場する組織
特別派遣嚮導技術部（とくべつはけんきょうどうぎじゅつぶ）
スザクが所属する部隊。KMFが存在していないため、主に戦闘機や陸戦艇のメンテナンスを行う。スザクは、ホテルジャック事件以後に配属。身体能力の高さを買われ、呼び出されることもあった。
過激派（かげきは）
カレンが率いる反ブリタニアのグループ。クロヴィスの石像を破壊した。学生自治軍に追い詰められるが、ゼロに救われる。その後、カレンはゼロと共に行動を共にする。
学生自治軍（がくせいじちぐん）
アッシュフォード学園に通うブリタニア人の学生のみで構成されているグループ。
真日本文化保護推進協会
会員になれば日本人を名乗ることを許され、日本人の誇りを大切にしようという理念の元に活動する組織だが、裏では日本人の弱みにつけ込こんて金を騙し取っており、さらにはリフレインの密売・横流しや人身売買を行っていた。黒の騎士団により壊滅される。

## コードギアス 反攻のスザク
- 月刊Asuka増刊『ビーンズエース』で連載（連載開始：Beans A Vol.6。連載期間：2006年Vol.6 - 2008年Vol.15）。
- 原作：サンライズ / ストーリー原案：大河内一楼・谷口悟朗 / シナリオ協力：羽角彩夏（アークライト）/ 作画：ヨミノアツロ
- 単行本（あすかコミックスDX）全2巻
  1. 2007年6月26日発売、ISBN 978-4-04-854099-5
  2. 2008年9月26日発売、ISBN 978-4-04-854230-2

### 反攻のスザクの概要
ルルーシュの親友であるスザクを主人公として描いたもう1つのコードギアス。
基本はアニメ版と同じ展開を見せるが、相違点も存在する。その中でも最大の相違点はナイトメアの扱いであり、人型自在戦闘装甲騎としてのナイトメアフレームは登場しない代わりに、強化歩兵スーツ（パワードスーツ）が登場する。　

#### 反攻のスザクのアニメ版との主な相違点
基本は主人公が違うだけでアニメ版と殆ど同じ展開を見せるが、一部ストーリー展開が異なっている部分もある。
- 序盤でルルーシュがC.C.を連れ帰っている。
- クロヴィスの暗殺手段が異なる。
- アッシュフォード学園におけるスザクや日本人への差別と迫害が、他作品よりシビアでリアルに描かれている。
- ブリタニア人の黒の騎士団への評判は余り芳しくない。
- オレンジ事件が起きないため、ジェレミアが落ちぶれておらず、スザクが所属している技術部に指令を出すなどしている。
- セシル、ユーフェミアなど一部キャラクターが登場しない。シュナイゼルが、エリア11の総督となる。
- ナイトメアフレームが存在せず、「ランスロット」が今作では「強化歩兵スーツ」として登場する。また、ランスロットの開発が物語の黒幕に関わっている。
- シャルルが日本に訪れた際に暗殺される。
- 物語の黒幕が異なる。
- 玉城やロイドなど、アニメ版で悪役ではない人物の一部が悪役となっている。

### 反攻のスザクの登場人物
マリエル・ラビエ
愛称はエル。スザクより1歳年上ながら既に大学を出ている才媛で、ロイドの助手を務める。男勝りな少女でスザクに対しても親身に接する。ブリタニア人に虐待を受けるイレヴンを機転を利かせて救ったこともあり、ナンバーズに対しても偏見は無い模様。スザクをアッシュフォード学園に入れる。
レナルド・ラビエ
マリエルの父で、ロイドの昔の上司。ランスロットの最初の研究をしていたが、数年前実験中に事故に巻き込まれ半身麻痺になってしまった。ブリタニア本国に帰国する際、ゼロの命令を無視した黒の騎士団メンバーによって娘ともども捕らえられてしまい、死亡する。

### 反攻のスザクに登場する組織
偽黒の騎士団（にせくろのきしだん）
黒の騎士団の名前を騙っていた麻薬密売組織。ランスロットを「装備」したスザクの圧倒的な戦闘力と、制裁にやって来たゼロによってブリタニア軍に引き渡される。

### 強化歩兵スーツ
ランスロット
アニメ「反逆のルルーシュ」とはパラレルワールドで展開される「反攻のスザク」では、スザクは「“人型自在戦闘装甲騎”としてのランスロット」に搭乗するのではなく「“試作強化歩兵スーツ”としてのランスロット」を装着する。開発者はロイド。
視神経から脳に特殊な信号を送り、人間の運動能力を飛躍的に向上させられる「ナイトメアシステム」を搭載していることが特徴。ただし、人を選ぶシステムであり、現状ではスザクにしか扱えない。また適応率はスザクの心理状態が大きく影響するらしく、C.C.との接触によりスザクがかつてのトラウマを明確に思い出して精神的に疲弊した直後は急激に適応率が落ち、レナルドが死亡した事件では怒りによって一気に適応率が上昇している。スーツの外観はアニメ版でのスザクのパイロットスーツとアニメ版ランスロットの頭部を模したヘルメットからなる。
初期の攻撃手段は徒手格闘と投石だったが、第3話からはロイドが開発したサーベル（ランスロット専用武器）を使って戦うことになる。スザク自身の身体能力と相まって圧倒的な戦闘力を誇る。
ナイトメアシステムの基礎理論として使用されている能力を、レナルドは「王の力」と呼び、スザクのような能力を持った人間を「調整者」と呼んでいた。
なお作画者の公式サイトによると、サンライズ内では特撮ヒーローを連想させるそのスタイルからか「ランスロット仮面」という愛称で呼ばれているらしい 。
またアニメ版のSTAGE21でも、学園祭において本作品のランスロットをモチーフにした着ぐるみが一瞬だけ登場した。

## コードギアス 反逆のルルーシュ ちびギアス4コマのるるーしゅ
- 『月刊コンプエース』『ニュータイプ・ロマンス』『月刊Asuka』『月刊ニュータイプ』で連載されていた漫画作品（連載期間：月刊コンプエース 2007年12月号 - 2008年9月号、ニュータイプ・ロマンス 2008年WINTER - 同年SUMMER、月刊Asuka 2008年3月号、月刊ニュータイプ 2007年11月号・2008年5月号 - 同年9月号）。
- 原作：大河内一楼・谷口悟朗 / 作画：As'まりあ。
- 単行本（あすかコミックスDX）全1巻
  - 2008年8月22日発売、ISBN 978-4-04-854228-9

キャラクターはSDにデフォルメされて登場する4コマ漫画。

## 幕末異聞録 コードギアス 反逆のルルーシュ
- 『ケロケロエース』で連載されていた漫画作品（連載期間：ケロケロエース VOL.7（2008年7月号に相当） - 同年10月号）。
- 原作：サンライズ / ストーリー原案：大河内一楼・谷口悟朗 / シナリオ：村松由二郎、作画：銃爺。
- 単行本（角川コミックス・エース）、全1巻
  - 2008年8月22日発売、ISBN 978-4-04-715120-8

### 幕末異聞録の概要
幕末時代を舞台にした作品。アニメ版や他の漫画作品とは最も異なる世界観を持つ。
ナイトメアフレームが登場する漫画の一つで、戦闘シーンではKMF戦が中心となる。
企画段階では『子連れ狼』風なものにする案もあった。

### 幕末異聞録の相違点
- 京都や神戸港など、物語の主な舞台が近畿地方になっている。
- 一部の登場人物やナイトメアフレーム（本作品では「騎士銘亜」と表記）には漢字表記が使われている。例として、「ルルーシュ・ランペルージ」は「琉々朱・爛縁侍」となっている。
- ルルーシュの持つギアスが異なる（後述）。
- ゼロ（零）は服装のほか、マスクのデザインが異なる。
- ロロなど一部キャラクターが登場しない。
- ユーフェミアが、ジノとアーニャを連れて現れる場面がある。
- ルルーシュがピザを頼んでいるところは「ピザハット」ではなく「PIZZAあっしゅふぉうど」という店になっている。ちなみに、この店の店員はミレイとシャーリー。

### 幕末異聞録オリジナルの登場人物
ペリー
神聖ブリタニア帝国の使者。幕末1853年にギアスの力で鎖国状態にあった日本を開国させた。

### 幕末異聞録のギアス
ペリーのギアス
ペリーが持つギアスは「絶対服従の力」。
ルルーシュのギアス
この作品においてルルーシュが持つギアスは他作品と異なり、「自由に騎士銘亜を呼び出す能力」である。
超空間のような場所と行き来できるものらしく、劇中では騎士銘亜以外にも大きな船やルルーシュ自身を出し入れしたこともあった。

### 幕末異聞録に登場する組織
黒の維新団（くろのいしんだん）
名前が違うだけで、基本的には他作品に登場する「黒の騎士団」と同等の組織。黒船やブリタニアの商館を襲い、奪った金を日本人に配っていた。
団員の制服はリバーシブルの羽織。表向きは新撰組となっている。

### 幕末異聞録オリジナルの兵器
ブラックペリー
カテゴリは「ナイトメア型浮遊航空艦」。空中航行が可能な大型の黒船から、人型に変形する。
主な武装は口の部分にあるハドロン砲。また、巨大な腕によって騎士銘亜を握り潰すこともできる。

## バーコードギアス 販売のルルーシュ
- 『4コマnanoエース』にて連載。（連載期間：2011年Vol.2 -2012年Vol.10（3月号））
- 原作：サンライズ / ストーリー原案：大河内一楼・谷口悟朗 / 漫画：カトーナオ。
- 単行本（角川コミックス・エース エクストラ）全1巻
  - 2012年4月25日発売、ISBN 978-4-04-120258-6

コンビニエンスストア「ゼンブイレブン」の店員であるルルーシュが、近所の大手スーパー「ブリタニア」を潰すべく、あの手この手と行動するパロディ漫画。

## コードブラック 速弾きのルルーシュ
- 『ヤングマガジンサード』にて連載。（連載期間：2014年Vol.3 - 2015年Vol.11）
- 原作：「コードギアス 反逆のルルーシュ」シリーズより / 企画 : サンライズ / 漫画 : 星トマジロウ
- 単行本（KCデラックスヤングマガジン）全2巻
  1. 2015年6月5日発売、ISBN 978-4-06-377185-5
  2. 2015年12月4日発売、ISBN 978-4-06-377359-0

英題は「Lelouch of the Shred Guitar」。アッシュフォード学園に通うルルーシュが、文化祭のライブに出ないかとのスザクの誘いに対して負けず嫌いな性格から安請け合いをしてしまい、バンドの知識が文字通り「ゼロ」なのにステージにギター兼ボーカルとして上る羽目になり悪戦苦闘する様を描く。

## コードギアス 反逆のルルーシュ外伝 白の騎士 紅の夜叉
- 『コミックNewtype』にて連載。（連載期間：2017年12月22日 - 2020年11月20日）
- 原作：「コードギアス 反逆のルルーシュ」シリーズより / 企画：サンライズ / 協力：バンダイ、ホビージャパン / 新キャラクターデザイン：木村貴宏 / 新ナイトメアデザイン：アストレイズ / シナリオ：高橋びすい / 漫画：曽我篤士
- 単行本（角川コミックス・エース）全4巻

1. 2018年10月10日発売、ISBN 978-4-04-107642-2
2. 2019年2月9日発売、ISBN 978-4-04-107635-4
3. 2019年11月26日発売、ISBN 978-4-04-108576-9
4. 2020年11月25日発売、ISBN 978-4-04-109623-9

本編と同一世界観で描かれる外伝。英題は「CODE GEASS Lelouch of the Rebellion Rancelot & Guren」。「白の騎士」ではスザク、「紅の夜叉」ではカレンがメインになっている。時系列は『コードギアス 亡国のアキト』より後。スザク直属部隊「コノエナイツ」として行動を共にしたシュネー・ヘクセンとレド・オフェン、黒の騎士団の一員としてカレンを支えた朱城ベニオや加苅サヴィトリなどの新規キャラクターが登場する。
フォトストーリー（写真＋小説）版が、月刊ホビージャパン2018年2月号（ホビージャパン）より連載されていて、2020年5月に単行本化された。詳細はコードギアス#コードギアス 反逆のルルーシュ外伝 白の騎士 紅の夜叉を参照。

## 家庭教師のルルーシュさん
- 『コミックNewtype』にて連載。（連載期間：2017年12月22日 - 2020年10月2日）
- 原作：「コードギアス 反逆のルルーシュ」シリーズより / 漫画：漆魂
- 単行本（角川コミックス・エース）全4巻

1. 2018年10月10日発売、ISBN 978-4-04-106952-3
2. 2019年2月9日発売、ISBN 978-4-04-107711-5
3. 2019年11月26日発売、ISBN 978-4-04-108668-1
4. 2020年11月25日発売、ISBN 978-4-04-109644-4

アッシュフォード学園に転校してきたものの、勉強が全くできないC.C.の家庭教師をする羽目になったルルーシュの奮闘を描く学園コメディ。『反逆のルルーシュ』とはパラレルワールドとなっており、ルルーシュをはじめとした登場人物が軍や皇族とは関係なく一民間人として存在する平和な世界観で展開される。

## コードギアス 反逆のルルーシュ Re;
- 『コミックNewtype』にて連載。全15話。（連載期間：2018年5月25日 - 2020年3月20日）
- 原作：「コードギアス 反逆のルルーシュ」シリーズより / シナリオ：谷口廣次朗（サンライズ） / 漫画：小笠原智史
- 単行本（角川コミックス・エース）全4巻

1. 2019年2月9日発売、ISBN 978-4-04-107807-5
2. 2019年3月9日発売、ISBN 978-4-04-107808-2
3. 2019年11月26日発売、ISBN 978-4-04-108575-2
4. 2020年7月10日発売、ISBN 978-4-04-109724-3

本編終盤における「ゼロレクイエム」にスポットが当てられている。

## コードギアス 復活のルルーシュ
- 『コミックNewtype』にて連載。（連載期間：2020年4月24日 - ）
- 原作：「コードギアス 反逆のルルーシュ」シリーズより / シナリオ：谷口廣次朗（サンライズ） / 漫画：小笠原智史

劇場版『復活のルルーシュ』のコミカライズ。『反逆のルルーシュ Re;』から続く形で、外伝『黒のアルビオン』や『白の騎士 紅の夜叉』初出の設定も交え、空白期間を補う新規ストーリーなどが追加されている。